# Basadingen
Basadingen (toponimo tedesco) è una frazione del comune svizzero di Basadingen-Schlattingen, nel Canton Turgovia (distretto di Frauenfeld).

## Storia

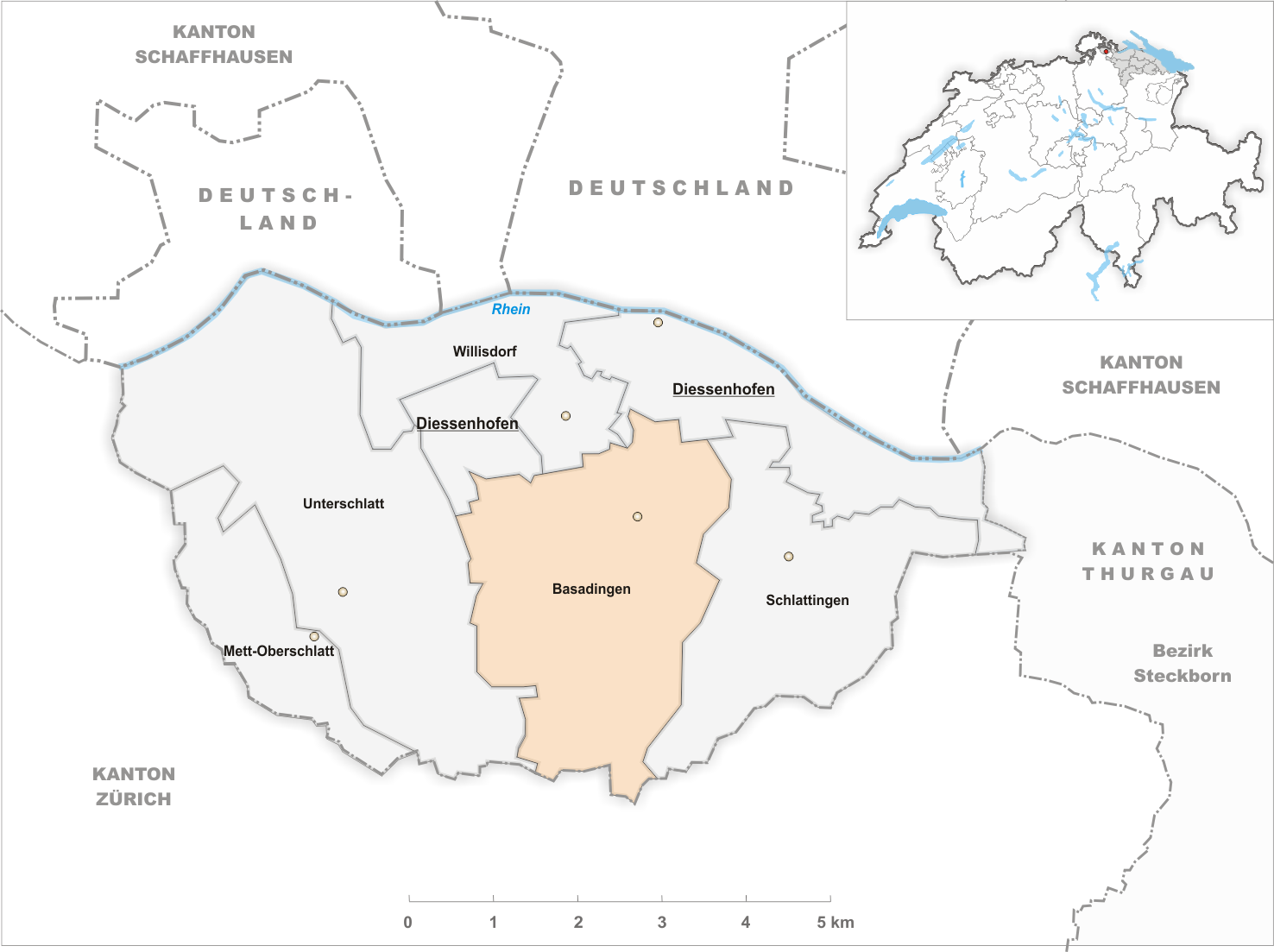
Il territorio del comune di Basadingen prima degli accorpamenti comunali del 1999

Già comune autonomo che apparteneva al distretto di Diessenhofen, il 1º gennaio 1999 è stato accorpato all'altro comune soppresso di Schlattingen per formare il nuovo comune di Basadingen-Schlattingen, del quale Basadingen è il capoluogo.

## Società

### Evoluzione demografica
L'evoluzione demografica è riportata nella seguente tabella:
Abitanti censiti

## Amministrazione
Ogni famiglia originaria del luogo fa parte del cosiddetto comune patriziale e ha la responsabilità della manutenzione di ogni bene ricadente all'interno dei confini della frazione.